# Rotmoosalm
Die Rotmoosalm befindet sich auf der Südseite des Wettersteingebirges im oberen Bereich des Gaistals im österreichischen Bundesland Tirol auf 2030 m ü. A.
Ein dort (⊙ auf 1904 m ü. A.) befindliches Gasthaus wurde im Februar 2009 von einer Lawine zerstört, an höherer Stelle etwas weiter östlich (Position in Box) ab Frühling 2010 neu gebaut und im Juni 2011 eröffnet.
Die Alm ist vom Parkplatz an der Salzbachbrücke unweit der Leutascher Ache zu erreichen; von der Hütte ist es nicht mehr weit zum 2142 m ü. A. hohen Schönberg, an dessen Nordseite ein in Ost-West-Richtung verlaufender Höhenweg entlang führt.